# Средња Добриња
Средња Добриња је насеље у Србији у општини Пожега у Златиборском округу. Према попису из 2022. било је 322 становника.
Овде се налазе ОШ „Емилија Остојић” ИО Средња Добриња и ФК Борац Средња Добриња.

## Демографија
У насељу Средња Добриња живи 406 пунолетних становника, а просечна старост становништва износи 46,8 година (45,4 код мушкараца и 48,1 код жена). У насељу има 157 домаћинстава, а просечан број чланова по домаћинству је 3,06.
Ово насеље је великим делом насељено Србима (према попису из 2002. године), а у последња три пописа, примећен је пад у броју становника.
|  |

| Демографија | Демографија | Демографија |
| Година      | Становника  | Становника  |
| ----------- | ----------- | ----------- |
| 1948.       | 841         |             |
| 1953.       | 840         |             |
| 1961.       | 770         |             |
| 1971.       | 712         |             |
| 1981.       | 679         |             |
| 1991.       | 578         | 572         |
| 2002.       | 481         | 499         |

| Етнички састав према попису из 2002.‍ | Етнички састав према попису из 2002.‍ | Етнички састав према попису из 2002.‍ | Етнички састав према попису из 2002.‍ | Етнички састав према попису из 2002.‍ |
| ------------------------------------ | ------------------------------------ | ------------------------------------ | ------------------------------------ | ------------------------------------ |
|                                      |                                      |                                      |                                      |                                      |
| Срби                                 | Срби                                 |                                      | 480                                  | 99,79%                               |
| Црногорци                            | Црногорци                            |                                      | 1                                    | 0,20%                                |
| непознато                            | непознато                            |                                      | 0                                    | 0,0%                                 |

| Година пописа     | 1948. | 1953. | 1961. | 1971. | 1981. | 1991. | 2002. |
| ----------------- | ----- | ----- | ----- | ----- | ----- | ----- | ----- |
| Број домаћинстава | 154   | 158   | 172   | 184   | 178   | 164   | 157   |

| Број чланова      | 1  | 2  | 3  | 4  | 5  | 6  | 7 | 8 | 9 | 10 и више | Просек |
| ----------------- | -- | -- | -- | -- | -- | -- | - | - | - | --------- | ------ |
| Број домаћинстава | 38 | 42 | 17 | 21 | 20 | 12 | 5 | 1 | 1 | 0         | 3,06   |

| Пол    | Укупно | Неожењен/Неудата | Ожењен/Удата | Удовац/Удовица | Разведен/Разведена | Непознато |
| ------ | ------ | ---------------- | ------------ | -------------- | ------------------ | --------- |
| Мушки  | 199    | 47               | 124          | 23             | 5                  | 0         |
| Женски | 216    | 27               | 127          | 59             | 3                  | 0         |
| УКУПНО | 415    | 74               | 251          | 82             | 8                  | 0         |

| Пол    | Укупно                    | Пољопривреда, лов и шумарство | Рибарство                            | Вађење руде и камена | Прерађивачка индустрија       |
| ------ | ------------------------- | ----------------------------- | ------------------------------------ | -------------------- | ----------------------------- |
| Мушки  | 166                       | 123                           | 0                                    | 1                    | 20                            |
| Женски | 138                       | 116                           | 0                                    | 0                    | 9                             |
| УКУПНО | 304                       | 239                           | 0                                    | 1                    | 29                            |
| Пол    | Производња и снабдевање   | Грађевинарство                | Трговина                             | Хотели и ресторани   | Саобраћај, складиштење и везе |
| Мушки  | 0                         | 9                             | 4                                    | 0                    | 2                             |
| Женски | 0                         | 0                             | 7                                    | 1                    | 0                             |
| УКУПНО | 0                         | 9                             | 11                                   | 1                    | 2                             |
| Пол    | Финансијско посредовање   | Некретнине                    | Државна управа и одбрана             | Образовање           | Здравствени и социјални рад   |
| Мушки  | 0                         | 0                             | 1                                    | 4                    | 1                             |
| Женски | 0                         | 0                             | 0                                    | 3                    | 1                             |
| УКУПНО | 0                         | 0                             | 1                                    | 7                    | 2                             |
| Пол    | Остале услужне активности | Приватна домаћинства          | Екстериторијалне организације и тела | Непознато            | Непознато                     |
| Мушки  | 1                         | 0                             | 0                                    | 0                    | 0                             |
| Женски | 1                         | 0                             | 0                                    | 0                    | 0                             |
| УКУПНО | 2                         | 0                             | 0                                    | 0                    | 0                             |